# Dominique Fils-Aimé
Dominique Fils-Aimé, née le 10 juillet 1984 à Montréal, est une autrice-compositrice et interprète canadienne. Elle est nommée Révélation Radio-Canada 2019-2020 catégorie jazz.

## Biographie
Née à Montréal en 1984, Dominique Fils-Aimé, Québécoise d'ascendance haïtienne, grandit dans un environnement musical, entre sa sœur, pianiste de formation classique, et ses parents amateurs de musique afro-américaine comme la Soul, ou encore le jazz.
En 2011, elle fait ses débuts sur scène en participant à des jam session en tant que chanteuse dans le groupe Tuff Love Groovy Therapy.
En 2015, elle sort son premier EP, The RED EP en indépendant. S'ensuivent alors plusieurs collaborations avec diverses artistes comme le producteur de tech-house Ohm Hourani ou encore le quintet Key Of Groove dont elle était membre. Elle a participé à la troisième saison de l'émission La Voix, en 2015. Demi-finaliste dans l'équipe de Pierre Lapointe, éliminée par Matt Holubowski.
En 2016, elle signe chez Ensoul Records. Son second album Nameless,  sort le 2 février 2018. Cet album s'inspire du texte The Hope and the Dream of Slave de Maya Angelou et plus particulièrement de son poème Still I Rise. « Nameless, c'est l'essence humaine au-delà de toutes les étiquettes, de toutes les identités » écrit Alain Brunet dans La Presse.
En 2017, elle participe au Festival Montréal en Lumière, au Festival MUTEK en collaborant avec Ohm Hourani, au Festival de Jazz de Montreux à Tokyo (Japon), au Festival MUZ ainsi qu'au Festival Mundial.
Après deux apparitions en 2018 au Festival international de jazz de Montréal,, elle participe à l'édition en 2019 en première partie de Leslie Odom Jr.
Le 22 février 2019, Dominique Fils-Aimé sort Stay Tuned!, deuxième album, après Nameless, d'une trilogie. Cet album a remporté le Félix pour « Album Jazz de l'Année » au gala de l'ADISQ 2019,, et le Prix Juno 2020 dans la catégorie « album jazz vocal de l'année ». Il s'est également retrouvé sur la courte liste du Prix de Musique Polaris 2019 (en),,, et a été choisi comme l'un des 19 meilleurs albums canadiens de 2019 selon CBC. Une version européenne de l'album a vu le jour en magasins fin 2019 suivie par une première tournée en France à guichets fermés.
Elle clôt sa première trilogie d'albums avec Three Little Words qui est sorti le 12 février 2021. Celui-ci est nommé sur la longue list du prix Polaris en 2021. En 2022, elle remporte le prix de l'Artiste ou groupe anglophone de l'année au Gala Dynastie. Elle reçoit aussi une nomination au Premier gala de l'ADISQ pour le spectacle de l'année.
Elle se lance par la suite dans une nouvelle trilogie qui débute avec Our Roots Run Deep qui sort en 2023. Elle gagne pour celui-ci le prix de l'album jazz vocal de l'année au JUNOS en 2024 et  le Félix pour « Album Jazz de l'Année » au gala de l'ADISQ 2024.

## Discographie

### Albums studio
- 2018 - Nameless (Ensoul Records)
- 2019 - Stay Tuned! (Ensoul Records)
- 2021 - Three Little Words (Ensoul Records)
- 2023 - Our Roots Run Deep (Ensoul Records)

## Collaborations
- 2015 - Key of Groove - The Choice - L’industri
- 2016 - Radiq feat. DOMI - Used World - Anoma
- 2016 - Ohm Hourani feat. Do Mi  - Blinded - Anoma
- 2016 - Ohm Hourani feat. Do Mi - Let The Rhythm - Picture Perfect Recording
- 2016 - Fabrikate - Want You to Know - KOOKOO Records
- 2018 - Mouse on the Keys - Stars down feat-  Dominique Fils-Aimé, Album Tres
- 2018 - Mouse on the Keys - Pulse feat - Dominique Fils-Aimé, Album Tres
- 2019 - D-Track - Jouer dehors feat - Dominique Fils-Aimé - Album Dieu est un yankee
- 2019 - Key Of Groove - Under The Armor - L’industri
- 2019 - Soul Secret Agency - Cuz I'm in Love feat. Dominique Fils-Aimé - (Ensoul Records)

## Récompenses
- 2024 - Prix Félix pour Album de l'année - Jazz pour l'album Our Roots Run Deep[34]